# Tournoi de tennis de Suède (dames 1969)
Pour un article plus général, voir Tournoi de tennis de Suède.
Le tournoi de tennis de Suède est un tournoi de tennis. L'édition féminine 1969 se dispute à Båstad du 7 au 13 juillet 1969.
Peaches Bartkowicz remporte le simple dames. En finale, elle bat Christina Sandberg.
L'épreuve de double voit quant à elle s'imposer Peaches Bartkowicz et Eva Lundquist.

## Résultats en simple

### Tableau final
|  |                    |  |   |   |   |
|  | Finale             |  |   |   |   |
|  |                    |  |   |   |   |
|  |                    |  |   |   |   |
|  | Peaches Bartkowicz |  | 5 | 6 | 6 |
|  | Peaches Bartkowicz |  | 5 | 6 | 6 |
|  | Christina Sandberg |  | 7 | 4 | 2 |

## Résultats en double

### Tableau final
|  |                                         |  |   |   |  |
|  | Finale                                  |  |   |   |  |
|  |                                         |  |   |   |  |
|  |                                         |  |   |   |  |
|  | Peaches Bartkowicz Eva Lundquist        |  | 6 | 6 |  |
|  | Peaches Bartkowicz Eva Lundquist        |  | 6 | 6 |  |
|  | Christina Sandberg Margareta Strandberg |  | 2 | 4 |  |